# Gesegnet ist die Zuversicht
Gesegnet ist die Zuversicht (in tedesco, "Benedetta è la fiducia") BWV Anh 1 è una cantata di Georg Philipp Telemann, erroneamente attribuita a Johann Sebastian Bach.

## Storia
Pochissime le informazioni che si hanno su questa cantata. Composta per la VII domenica dopo la Trinità, la musica è andata perduta. Erroneamente catalogata come BWV Anh 1 nella lista delle composizioni di Johann Sebastian Bach, la paternità dell'opera è successivamente stata attribuita a Georg Philipp Telemann.